# Alexis Thérèse Petit
Alexis Thérèse Petit (Vesoul, 2 de outubro de 1791 — Paris, 21 de junho de 1820) foi um físico francês.
É conhecido por seus trabalhos sobre o calor. Estudou na École Polytechnique, onde foi professor de física de 1815 a 1819, sucedendo a Jean Henri Hassenfratz.
Alexis Petit é conhecido por ter proposto em 1819, com Pierre Louis Dulong, uma teoria explicando o valor do calor específico dos metais, conhecida como Lei de Dulong-Petit.

## Biografia
Alexis-Thérèse Petit era uma criança precoce. Aluno da escola central de Besançon, conta-se que “aos dez anos e meio já tinha adquirido os conhecimentos necessários para ser admitido na École Polytechnique. “Graças ao matemático Jean Nicolas Pierre Hachette, ele continuou seus estudos em Paris, na Escola de Ciências e Belles-Lettres. Em 1807, aos dezasseis anos, a idade mínima, concorreu aos exames de admissão à École Polytechnique, onde foi admitido em primeiro lugar na promoção. Foi nomeado tutor de análise (1809), depois tutor de física (1810) com Jean Henri Hassenfratz, e ao mesmo tempo professor de física no Lycée Bonaparte, onde foi substituído por Claude Pouillet a partir de 1817. Em 1811, tornou-se um dos os primeiros doutores em ciências antes da Faculdade de Ciências de Paris . Após a renúncia de Hassenfratz em 1814, assumiu o curso como professor assistente (Charles Lehot o substituiu como tutor), tinha então 23 anos, então era professor titular (1815), cargo que ocupou até sua morte por tuberculose, que ocorreu logo após a de sua esposa. Ele se tornou um membro da Sociedade Filomática de Paris em Fevereiro de 1818.
Sabe-se que ele propôs em 1819, com Pierre Louis Dulong, uma teoria que permitia explicar o valor do calor específico dos metais conhecidos sob o nome de lei de Dulong e Petit.
Ele era cunhado de François Arago (suas esposas eram irmãs).
Uma rua em Vesoul (Haute-Saône), sua cidade natal, leva o nome de rue Petit.